# Charina umbratica
Espèce
Synonymes
- Charina bottae umbratica Klauber, 1943

Statut CITES
Charina umbratica est une espèce de serpents de la famille des Boidae.

## Répartition
Cette espèce est endémique de Californie aux États-Unis.

## Publication originale
- Klauber, 1943 : The subspecies of the rubbersnake, Charina. Transactions of the San Diego Society of Natural History, vol. 10, n. 7, p. 83-90 (texte intégral).